# Tercera División de España (Grupo XVII)
El Grupo XVII de la Tercera División de España fue el grupo en el que compitieron los equipos aragoneses en dicha categoría. fue  una categoría no profesional y fue la liga de mayor jerarquía del fútbol regional aragonés. Dicha competición estuvo organizada por la Federación Aragonesa de Fútbol.
El C.D. Teruel fue el último campeón del Grupo XVII de la extinta Tercera División.
Fue sustituido en 2021 por el Grupo XVII de la Tercera RFEF, quinto nivel del sistema de ligas de fútbol de España.

## Antecedentes
La Tercera División de España fue la cuarta categoría del fútbol en el sistema de competición por liga en España. fue la división inmediatamente inferior a la Segunda División B y por encima de las Categorías Regionales, por lo que se consideró la última categoría española de liga nacional.
Cabe mencionar que la Tercera División fue creada en 1929 y hasta 1977, año en que se creó la Segunda División B, era la tercera categoría del fútbol español.
Ha habido ciertas modificaciones en la distribución de los conjuntos aragoneses en esta categoría, las cuales se resumen en orden cronológico en éstas:
- Hasta la temporada 1979-80 los conjuntos aragoneses no se reparten regionalmente, sino por cercanía. Así, en temporadas anteriores, clubes como el Atlético Monzón y el Endesa Andorra jugaban con equipos catalanes, la Agrupación Deportiva Sabiñánigo con equipos vascos y navarros, el Deportivo Aragón con castellanos, etc.

- Desde la temporada 1980-81 hasta la temporada 1985-86 los conjuntos aragoneses competían en el Grupo IV junto con clubes riojanos, navarros y sorianos.

- Para la temporada 1986-87 se crea un grupo con conjuntos exclusivamente aragoneses. Hasta la 2005-06 era el Grupo XVI.

- Desde la temporada 2006-07 el grupo aragonés es el Grupo XVII al añadirse un decimoctavo grupo a la Tercera División.

## Sistema de competición 2020-21
Esta temporada tuvo un sistema de competición de transición, provocado por la paralización del fútbol no profesional a causa de la pandemia de Coronavirus. La Tercera División sufrió un proceso de transición en el que en la temporada 2021-2022 pasó de ser la cuarta categoría a nivel nacional a ser la quinta, y cambió su denominación a Tercera División RFEF. El lunes 14 de septiembre se confirmaron las bases de competición.
En la Primera Fase participaron veintidós clubes encuadrados en dos subgrupos de once equipos cada uno. Se enfrentaron en cada subgrupo todos contra todos en dos ocasiones -una en campo propio y otra en campo contrario- durante un total de 22 jornadas. El orden de los encuentros se decidió por sorteo antes de empezar la competición. La Federación de Fútbol de Aragón fue la responsable de designar las fechas de los partidos y los árbitros de cada encuentro, reservando al equipo local la potestad de fijar el horario exacto de cada encuentro.
Una vez finalizada la Primera Fase los tres primeros clasificados avanzaron a la Segunda Fase para Segunda División RFEF, los clasificados entre la cuarta y sexta posición lo hicieron a la Segunda Fase por la Fase Final para Segunda División RFEF / Play Off de Ascenso a Segunda División RFEF, y el resto disputó la Segunda Fase por la Permanencia en Tercera División RFEF. Los puntos obtenidos, así como los goles, tanto a favor como en contra, se arrastraron a la siguiente fase, comenzado cada equipo su fase específica con los puntos y goles obtenidos en la Primera Fase.
En la Segunda Fase para Segunda División RFEF participaron seis clubes en un único grupo. Se rescataron los puntos obtenidos en la Primera Fase y se enfrentaron tan solo los equipos que hayan estado en distintos subgrupos en dos ocasiones -una en campo propio y otra en campo contrario- durante un total de 6 jornadas. El orden de los encuentros se decidió por sorteo antes de empezar la Fase. Los dos primeros clasificados ascendieron directamente a la nueva Segunda RFEF, mientras que los otros cuatro equipos disputaron la Fase Final de Eliminatorias a Segunda División RFEF / Play Off de Ascenso a Segunda División RFEF.
En la Segunda Fase por el Play Off de Ascenso a Segunda División RFEF participaron seis clubes en un único grupo. Se rescataron los puntos obtenidos en la Primera Fase y se enfrentan tan solo los equipos que hayan estado en distintos subgrupos en dos ocasiones -una en campo propio y otra en campo contrario- durante un total de 6 jornadas. El orden de los encuentros se decidió por sorteo antes de empezar la Fase. Los dos primeros clasificados disputaron la Fase Final de Eliminatorias a Segunda División RFEF / Play Off de Ascenso a Segunda División RFEF, mientras que los otros cuatro equipos participarán en Tercera División RFEF.
En la Segunda Fase por la Permanencia en Tercera División RFEF participaron diez clubes en un único grupo. Se rescatan los puntos obtenidos en la Primera Fase y se enfrentan tan solo los equipos que hayan estado en distintos subgrupos en dos ocasiones -una en campo propio y otra en campo contrario- durante un total de 12 jornadas. El orden de los encuentros se decidió por sorteo antes de empezar la Fase. Los seis últimos clasificados descendieron directamente a Regional Preferente de Aragón, mientras que los cuatro primeros participarán en Tercera División RFEF.
El ganador de un partido obtuvo tres puntos, el perdedor cero puntos, y en caso de empate hubo un punto para cada equipo. 
Por último la Fase Final de Ascenso a Segunda División RFEF / Play Off de Ascenso a Segunda División RFEF la disputaron seis clubes en formato de eliminatorias a partido único, ejerciendo de local el equipo con mejor clasificación. En la primera ronda compitieron los dos primeros clasificados de la Fase Intermedia y los clasificados en quinta y sexta posición de la Segunda Fase de Ascenso. Los vencedores de esta ronda jugaron la segunda eliminatoria donde se incorporan los clasificados en tercera y cuarta posición de la Segunda Fase de Ascenso. Los vencedores disputan una final de la que salió la tercera plaza de ascenso a Segunda División RFEF.

## Palmarés

### Por temporada
Como Grupo XVI
| Temporada | Campeón                            | Subcampeón        | Tercero                            | Cuarto             |
| --------- | ---------------------------------- | ----------------- | ---------------------------------- | ------------------ |
| 1986-87   | C.D. Endesa Andorra                | C.D. Teruel       | U.D. Fraga                         | C.D. Binéfar       |
| 1987-88   | C.D. Binéfar                       | A.D. Sabiñánigo   | C. Atlético Monzón                 | U.D. Barbastro     |
| 1988-89   | U.D. Barbastro                     | C.D. Sariñena     | C.D. Tauste                        | S. D. Huesca       |
| 1989-90   | S. D. Huesca                       | A.D. Sabiñánigo   | C.D. Caspe                         | Alcañiz C.F.       |
| 1990-91   | U.D. Fraga                         | U.D. Barbastro    | A.D. Sabiñánigo                    | C.D. Calatayud     |
| 1991-92   | C.D. Endesa Andorra                | U.D. Barbastro    | Utebo F.C.                         | C.F. Hernán Cortés |
| 1992-93   | S. D. Huesca                       | Utebo F.C.        | U.D. Barbastro                     | U.D. Casetas       |
| 1993-94   | S. D. Huesca                       | Real Zaragoza "B" | U.D. Casetas                       | U.D. Barbastro     |
| 1994-95   | C.D. Endesa Andorra                | S. D. Huesca      | Utebo F.C.                         | U.D. Barbastro     |
| 1995-96   | Real Zaragoza "B"                  | Utebo F.C.        | U.D. Casetas                       | U.D. Barbastro     |
| 1996-97   | C.D. Binéfar                       | U.D. Barbastro    | C.D. Endesa Andorra                | U.D. Fraga         |
| 1997-98   | C.D. Binéfar                       | U.D. Fraga        | C.F. Figueruelas                   | U.D. Casetas       |
| 1998-99   | C.D. Endesa Andorra                | U.D. Casetas      | C.F. Figueruelas                   | U.D. Barbastro     |
| 1999-00   | U.D. Fraga                         | S. D. Huesca      | C.D. Endesa Andorra                | U.D. Barbastro     |
| 2000-01   | C.D. Teruel                        | C.F. Figueruelas  | U.D. Fraga                         | S. D. Huesca       |
| 2001-02   | U.D. Fraga                         | C.D. Teruel       | C.D. Zuera                         | C.D. Ebro          |
| 2002-03   | U.D. Fraga                         | S. D. Huesca      | U.D. Casetas                       | U.D. Barbastro     |
| 2003-04   | Utebo F.C.                         | C.D. Binéfar      | Andorra C.F.                       | S. D. Huesca       |
| 2004-05   | U.D. Barbastro                     | Utebo F.C.        | C.D. Universidad - R. Zaragoza "C" | C.D. Sariñena      |
| 2005-06   | C.D. Universidad - R. Zaragoza "C" | U.D. Barbastro    | Andorra C.F.                       | A.D. Sabiñánigo    |

Como Grupo XVII
| Temporada | Campeón               | Subcampeón        | Tercero                | Cuarto                |
| --------- | --------------------- | ----------------- | ---------------------- | --------------------- |
| 2006-07   | Real Zaragoza "B"     | Utebo F.C.        | Andorra C.F.           | C. Atlético Monzón    |
| 2007-08   | S.D. Ejea             | U.D. Barbastro    | C.D. Teruel            | C. Atlético Monzón    |
| 2008-09   | C. Atlético Monzón    | Real Zaragoza "B" | C.D. Teruel            | C.D. La Muela         |
| 2009-10   | C.D. Teruel           | C.D. La Muela     | Real Zaragoza "B"      | S.D. Ejea             |
| 2010-11   | Andorra C.F.          | Real Zaragoza "B" | Utebo F.C.             | C.D. Binéfar          |
| 2011-12   | S.D. Ejea             | C.D. Sariñena     | C.D. Cuarte Industrial | Utebo F.C.            |
| 2012-13   | C.D. Sariñena         | Andorra C.F.      | C.D. Ebro              | Utebo F.C.            |
| 2013-14   | Real Zaragoza "B"     | C.D. Teruel       | S.D. Ejea              | A.D. Almudévar        |
| 2014-15   | C.D. Ebro             | C.D. Teruel       | C.D. Sariñena          | S.D. Tarazona         |
| 2015-16   | R.Z. Deportivo Aragón | Andorra C.F.      | S.D. Tarazona          | C.D. Teruel           |
| 2016-17   | R.Z. Deportivo Aragón | S.D. Tarazona     | Utebo F.C.             | S.D. Ejea             |
| 2017-18   | C.D. Teruel           | S.D. Borja        | S.D. Ejea              | S.D. Tarazona         |
| 2018-19   | S.D. Tarazona         | C.F. Illueca      | R.Z. Deportivo Aragón  | C.D. Sariñena         |
| 2019-20   | S.D. Tarazona         | C.D. Teruel       | C.D. Brea              | R.Z. Deportivo Aragón |
| 2020-21   | C.D. Teruel           | C.D. Brea         | S. D. Huesca "B"       | n1                    |

n1: Con el cambio de formato para la temporada 2020-21, al haber dos fases y subgrupos, no quedó claro cual fue el tercer clasificado por puntuación total y/o grupo asignado.

### Por equipo
| Equipo                             | Campeonatos | Temporadas                                  |
| ---------------------------------- | ----------- | ------------------------------------------- |
| Deportivo Aragón                   | 5           | 1995-96, 2006-07, 2013-14, 2015-16, 2016-17 |
| Andorra C.F.                       | 5           | 1986-87, 1991-92, 1994-95, 1998-99, 2010-11 |
| C.D. Teruel                        | 4           | 2000-01, 2009-10, 2017-18, 2020-21          |
| U.D. Fraga                         | 4           | 1990-91, 1999-00, 2001-02, 2002-03          |
| C.D. Binéfar                       | 3           | 1987-88, 1996-97, 1997-98                   |
| S. D. Huesca                       | 3           | 1989-90, 1992-93, 1993-94                   |
| S.D. Tarazona                      | 2           | 2018-19, 2019-20                            |
| S.D. Ejea                          | 2           | 2007-08, 2011-12                            |
| U.D. Barbastro                     | 2           | 1988-89, 2004-05                            |
| C.D. Ebro                          | 1           | 2014-15                                     |
| C.D. Sariñena                      | 1           | 2012-13                                     |
| C. Atlético Monzón                 | 1           | 2008-09                                     |
| C.D. Universidad - R. Zaragoza "C" | 1           | 2005-06                                     |
| Utebo F.C.                         | 1           | 2003-04                                     |